# Cròniques dels reis d'Aragó e comtes de Barcelona

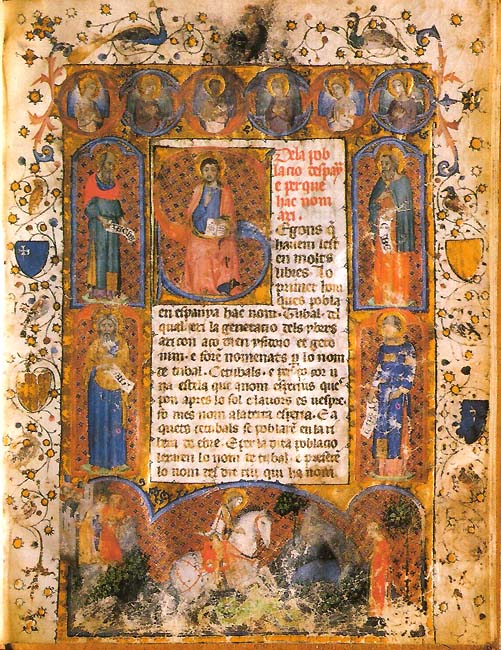
Detall del manuscrit ms.2664 de la Biblioteca General de la Universitat de Salamanca

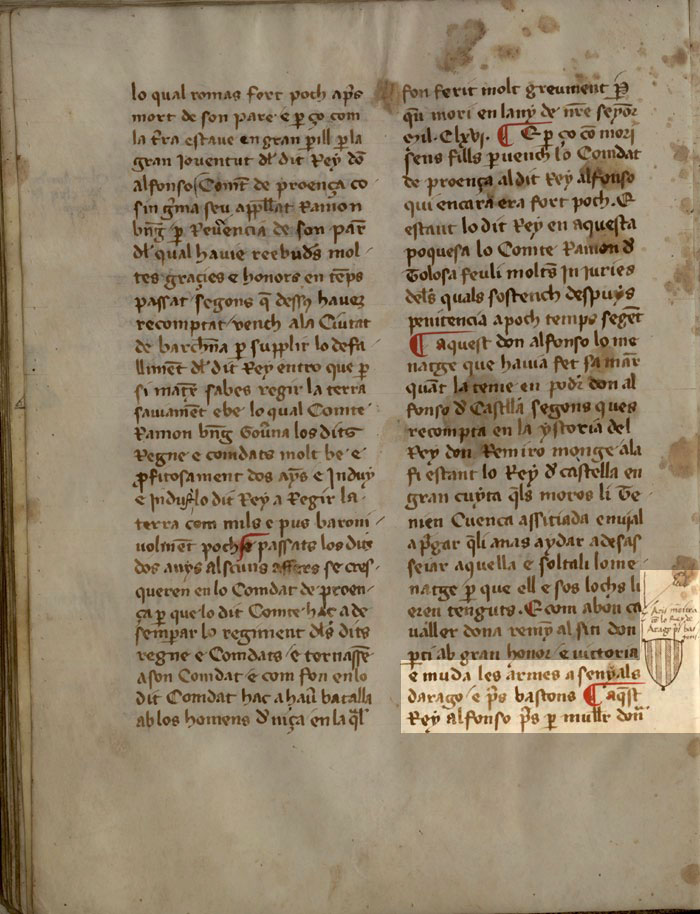
Detall de manuscrit ms. 1811 de la Biblioteca Nacional de España

Les Cròniques dels reis d'Aragó e comtes de Barcelona són unes cròniques històriques escrites al segle xiv, d'autor anònim atribuïdes a Pere el Cerimoniós.

## Altres denominacions
El títol de la crònica és la denominació que li donà en una carta el mateix rei Pere el Cerimoniós i és l'estipulada en la Llista de títols uniformes dels clàssics anònims de la literatura catalana. Anteriorment ha estat denominada com a Crònica general de Pere III el Cerimoniós, per contraposició a la Crònica particular de Pere el Cerimoniós, Crònica de Sant Joan de la Penya, Crónica general deis reis d'Aragó e comtes de Barcelona, Crónica pinatense, Memories historials de Catalunya, i en llatí Cronica Regum Aragonum et Comitum Barchinone.

## Manuscrits
El manuscrit original en llatí, anterior al 1359, no s'ha conservat. El 1366 el rei trametia una còpia en català al monestir de Santa Maria de Ripoll, i el 1372 manava fer una còpia en aragonès. Segons Coll i Alentorn, se'n conserven 4 versions en català, 2 en llatí i 1 en aragonès.
En una carta del rei Pere a l'abat de Ripoll, datada el 10 de novembre de 1366, diu que li tramet una còpia de les Cròniques dels reis d'Aragó e comtes de Barcelona que ell mateix ha «fet e tret de diverses Cròniques e històries antigues».
La Crònica comença dient: «Segons que havem llest en molt llibres, lo primer hom que es poblà en Espanya hac nom Túbal, del qual eixí la generació dels ibers […] entre les monts Pirineus e lo riu Ebre.»

## Còdexs, transcripcions i estudis crítics
- (llatí) Crónica de San Juan de la Peña: versió en llatí.
- (aragonès) Crónica de San Juan de la Peña: versió en aragonès.
- (aragonès) Crónica de San Juan de la Peña: versió en aragonès. Ed. crítica.
- (aragonès) Cronica de San Chuan d'a Peña: versió en aragonès.
- (català) Crònica de Sant Joan de la Penya: 1a versió en català Arxivat 2009-02-11 a Wayback Machine. (ms. 1811 de la Biblioteca Nacional d'Espanya).
- (català) (Google books) Crònica de Sant Joan de la Penya: 2a versió en català Arxivat 2016-02-23 a Wayback Machine. (transcripció del manuscrit 2664 de la Biblioteca General de la Universitat de Salamanca).